# Dave Nelson
Dave Nelson (1905 - 7 april 1946) was een Amerikaanse jazz-trompettist, kornettist, pianist, bandleider, zanger, componist en arrangeur die actief was in de jaren twintig en dertig.
Nelson begon op de viool en piano, daarna ging hij ook trompet spelen. Midden jaren twintig verhuisde hij naar Chicago, waar hij van 1929 tot 1931 (ook trompet) speelde in de groep van zijn oom King Oliver. Hij werkte verder met onder meer Marie Lucas, Ma Rainey, Ida Cox, Jelly Roll Morton, Richard M. Jones, Edgar Hayes, Jimmy Noone en Luis Russell. Tevens had hij zijn eigen groepen, The King's Men en de Harlem Highlights (beide groepen met onder meer Buster Bailey) met deze bands maakte hij in 1931 opnames. In 1937 nam hij op met Willie "The Lion" Smith. In latere jaren was hij actief als pianist en werkte hij bij een muziekuitgeverij, als editor en arrangeur. 
Dave Nelson is te horen op opnames van Johnny Dodds, Bill Coleman, James P. Johnson, William Ezell en Henry Allen.
De muzikant overleed aan de gevolgen van een hartaanval.

## Voetnoot
1. ↑  Volgens de website Redhotjazz hebben sommige historici gezegd, dat hij verwant was met de vrouw van Oliver, Stella

## Referentie
- Biografie op Allmusic
- Discografie en bezetting The Kingsmen, op Redhotjazz.com
- Discografie en bezetting Dave's Harlem Highlights, op Redhotjazz.com

- Bibliothèque nationale de France: cb13955207b (data)
- Gemeinsame Normdatei: 14323921X
- International Standard Name Identifier: 0000 0001 1063 3539
- Library of Congress Control Number: no2006050941
- MusicBrainz: 641d9470-4897-425c-8c37-75890e1677c5
- Istituto Centrale per il Catalogo Unico: DDSV056513
- Virtual International Authority File: 54338677
- WorldCat: E39PBJf8wYRb8fCMD4KbwtRqcP